# Nerkewitz
Nerkewitz is een plaats in de Duitse gemeente Lehesten (bei Jena), deelstaat Thüringen, en telt 380 inwoners.